# Grmovac
Grmovac (en serbe cyrillique : Грмовац) est un faubourg de Belgrade, la capitale de la Serbie. Il est situé dans la municipalité de Zemun.

## Emplacement
Grmovac est un sous-quartier d'Ugrinovci, un village situé à 3 km, avec lequel il ne forme aucune continuité urbaine. Le hameau est situé près de l'autoroute Belgrade-Zagreb et à proximité du village de Dobanovci qui se trouve dans la municipalité voisine de Surčin.

## Histoire
L'origine de Grmovac, comme celle du hameau voisin de Busije, remonte à 1996-1997 quand l'assemblée municipale de Zemun, dirigée par le Parti radical serbe, a décidé de vendre des lots de terres aux réfugiés serbes chassés de Croatie après l'opération Tempête de 1995. Le prix des terres était bas et les acheteurs négligèrent le fait que le secteur était totalement dépourvu d'infrastructures.

## Caractéristiques
Le gouvernement de la Ville de Belgrade considère Grmovac comme un établissement sauvage, dans la mesure où l'on y a construit sans permis et sans plan. Cependant, à partir de 2006, quelques infrastructures y furent installées et la route d'accès au hameau a été goudronnée Grmovac a été desservi par une ligne de bus, l'électricité y a été introduite et la construction d'une église, dédiée à Saint Élie, y a commencé.

## Transports
Le quartier est desservi par la ligne 606 (Dobanovci – Grmovac) de la société GSP Beograd.